# Felix Passlack
Felix Passlack, född 29 maj 1998, är en tysk fotbollsspelare som spelar för VfL Bochum.

## Klubbkarriär
Den 2 mars 2016 gjorde Passlack debut i Bundesliga när Borussia Dortmund vann med 2–0 över SV Darmstadt 98. Den 30 augusti 2017 lånades Passlack ut till 1899 Hoffenheim på ett tvåårigt låneavtal. Samtidigt förlängde han sitt kontrakt med Borussia Dortmund fram till 2021.
Den 2 juli 2018 lånades Passlack ut till Norwich City på ett låneavtal över säsongen 2018/2019. Den 2 juli 2019 lånades Passlack ut till nederländska Fortuna Sittard på ett låneavtal över säsongen 2019/2020.
Den 20 april 2023 värvades Passlack av VfL Bochum, där han skrev på ett kontrakt fram till sommaren 2025.